# Oliva di Brescia
Sant'Oliva (od Olivia) di Brescia è festeggiata il 5 marzo.
Di sant'Oliva venerata a Brescia si sa veramente poco e anche il suo culto è desueto: nella Bibliotheca Sanctorum è riportata come vergine, martire e santa. Secondo i Bollandisti la sua festa ricorreva il 5 marzo; per il Faino il 18 aprile.
La sua vita, reputata dagli stessi agiografi frutto di fantasia, è semplice e si accorda allo stereotipo dei martiri dei primi secoli: Oliva, cristiana, sorpresa a pregare sulle tombe dei martiri bresciani, viene arrestata. Condotta davanti ad Aureliano, prefetto della città, è torturata per indurla a rinnegare la propria fede, ma resiste a lungo; muore pregando nell'anno 119.